# Валері Ґуденус
Валері Ґуденус (нім. Valerie Gudenus) — режисер, австрійська кінематографістка. 

## Життєпис
Валері Ґуденус народилася в 1984 році в Відні. В 2008 отримала  магістерський диплом за спеціальністю «Графічний дизайн і реклама» в Університеті прикладних мистецтв Відня. В 2008-2010 роках була науковим співробітником комунікаційного центру «Фабрика» в Тревізо (Італія). З 2010 року навчалася в Цюріхському університеті мистецтв (Zurich University of the Arts), котрий закінчила у 2013 році. Її дипломна робота, «Материнська мрія», це її другий повнометражний документальний фільм, про життя сурогатних матерів в Індії номінований на премію «Перші кроки» в Берліні (First Steps Awards) як один з найкращих документальних фільмів 2013 року.
Нині Валері живе в Швейцарії. 

## Фільмографія
- Я Ісус (2010)
- Материнська мрія (2013)
- Смак свободи (2014)